# Bernardo Neumann
Bernardo Federico Neumann (Colonia San Alberto, Puerto Rico, Misiones, septiembre de 1953) es un artista plástico argentino.

## Biografía
Estudió en el ISPARM (Instituto Superior de Profesorado Antonio Ruiz de Montoya) de Posadas, y ha realizado más de 150 exposiciones individuales y colectivas en diversas ciudades de Latinoamérica y Europa. Sus más de 1500 creaciones tienen un estilo abstracto, con elementos del surrealismo, y algunas de ellas se encuentran en colecciones oficiales y privadas de Chile, Brasil, Paraguay, Japón, Inglaterra, Suiza, Holanda, Francia, Alemania, Rumania e Indonesia.

## Exposiciones

### Exposiciones individuales internacionales
- 1998: Mediatheque de Vitré, Vitré, Bretaña, Francia.
- 2000: Galería Ikkon, Rennes, Bretaña, Francia.
- 2004: Complejo de Museos Astra, Sibiu, Rumania.
- 2006: KHG (Katholische Hochschuhl Gemeinde). Giessen, Alemania.

### Exposiciones colectivas (selección)
- 2005: “Post Für Dachau”, Dachau, Alemania.
- 2008: Programa “Argentina Pinta Bien” de Repsol-YPF. Centro Cultural Recoleta, Buenos Aires, Argentina.

## Obras

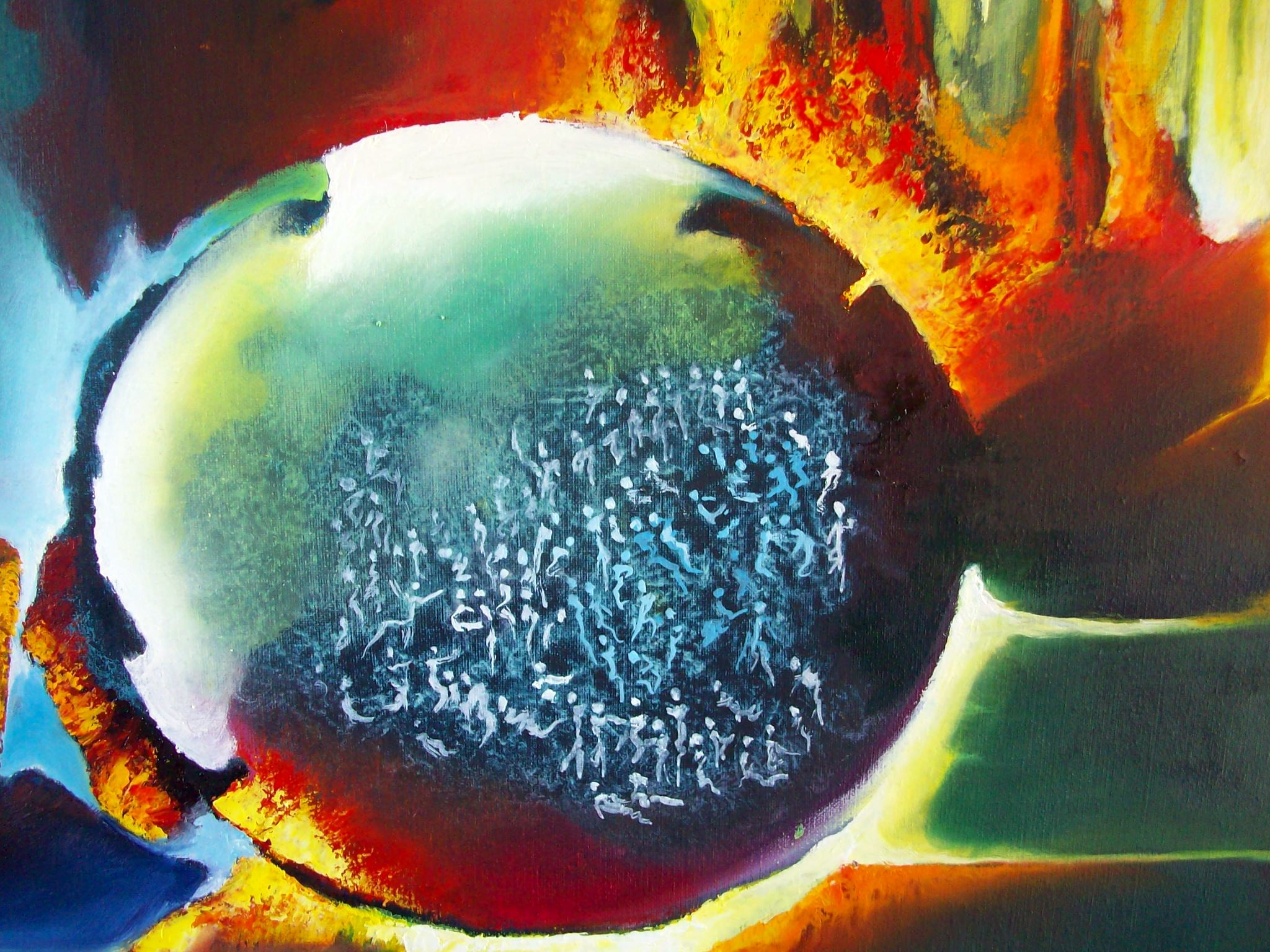
"Detalle" Serie de los atrapasueños / Óleo sobre tela.
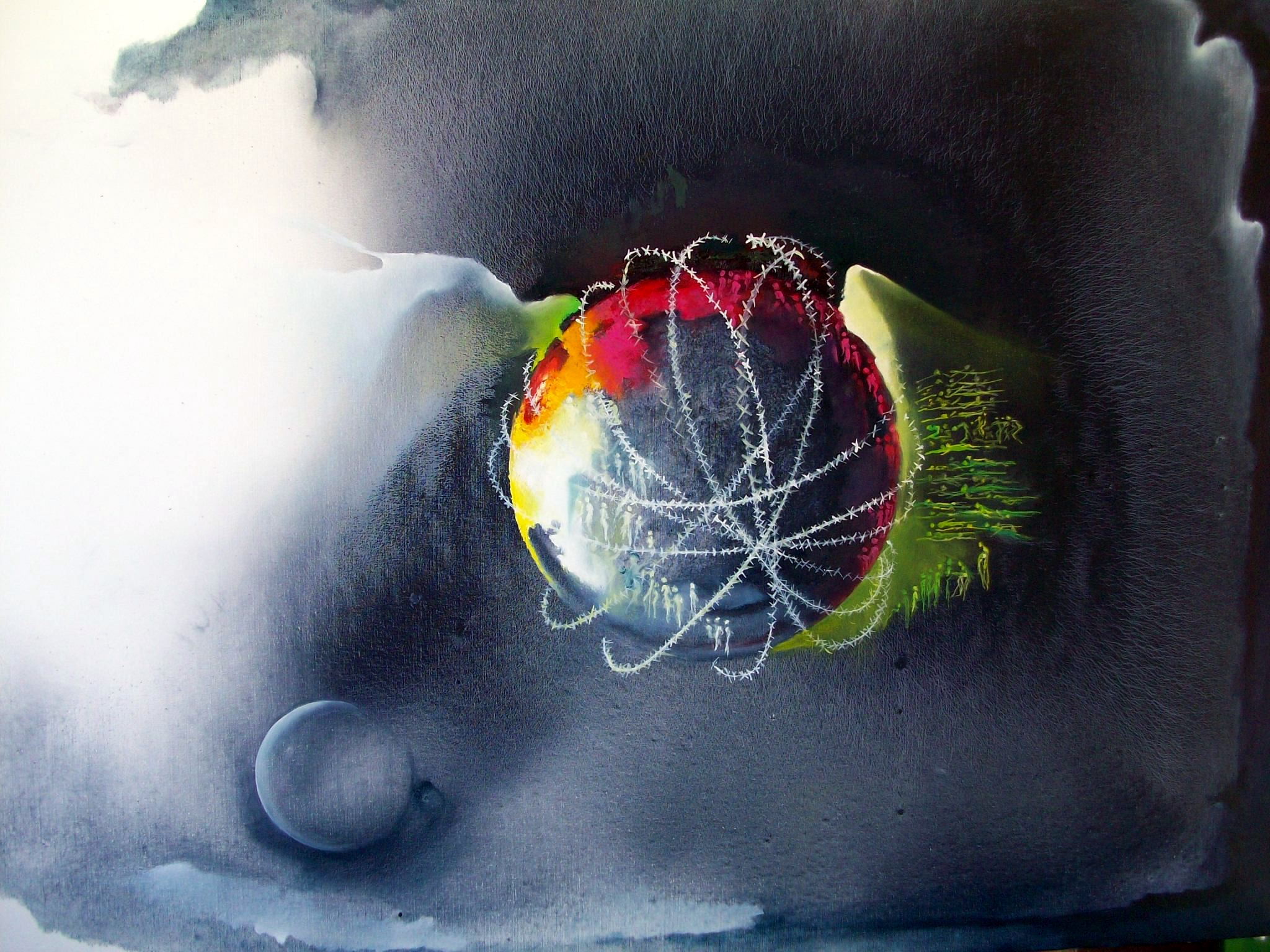
Serie de los atrapasueños / Óleo sobre tela / 0,67 x 0,90.
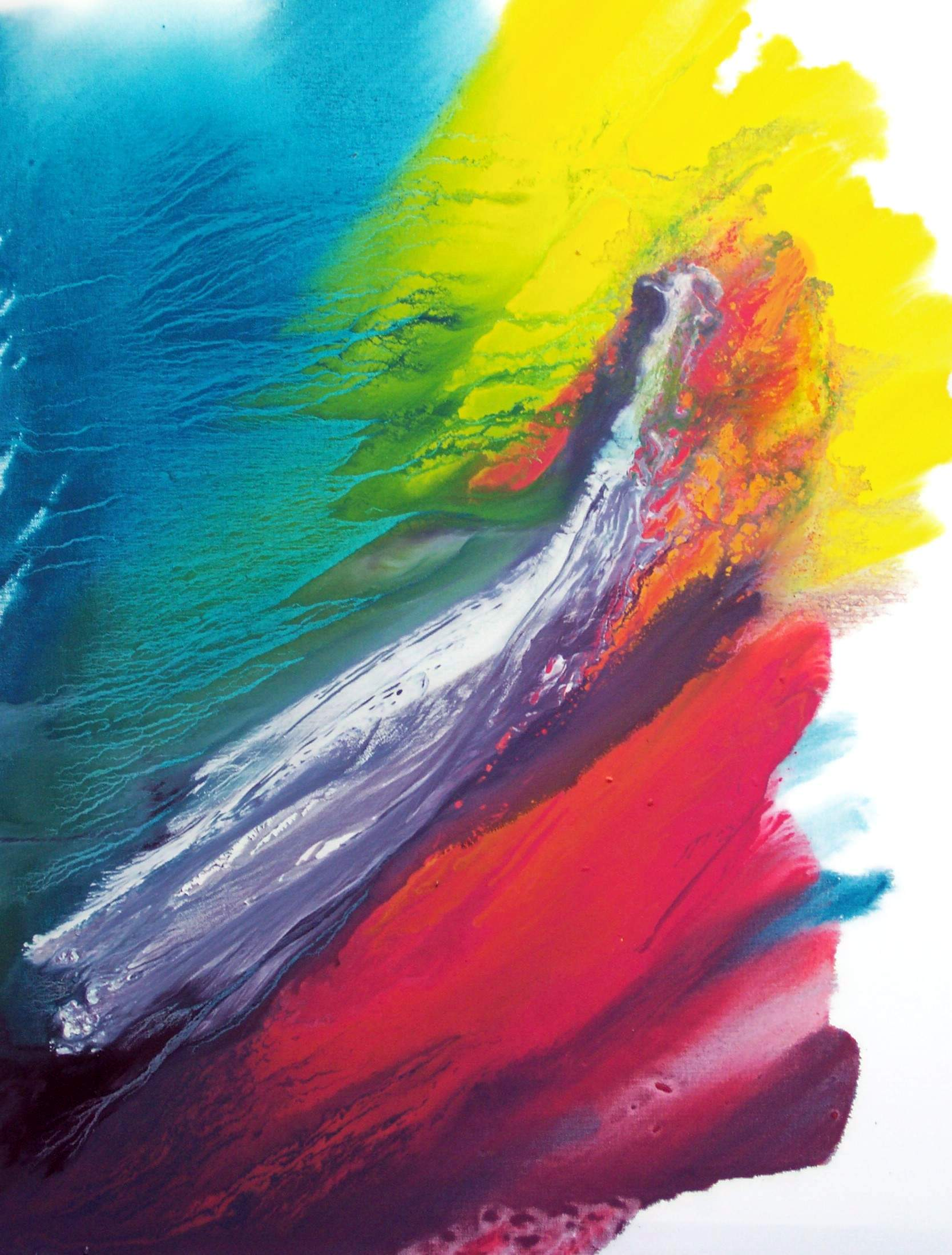
Abstracción surrealista / Óleo sobre tela / 0,67 x 0,90.